# Кокрен, Кайли
Ка́йли Кокре́н (англ. Kylee Cochran; 27 декабря 1974, Бригем-Сити, Юта, США) — американская актриса.

## Личная жизнь
С 2001 по 2014 год Кокрен была замужем за актёром Сетом Питерсоном. У неё есть четверо детей: дочь Феникс Изабелла (род. 17 июля 2005), сыновья Леннон Генри (род. в июле 2008) и Куинн (род. в марте 2014), от Питерсона; и дочь Ривен (род. в апреле 2019).

## Избранная фильмография
| Год  |   | Русское название      | Оригинальное название | Роль              |
| ---- | - | --------------------- | --------------------- | ----------------- |
| 1998 | с | Седьмое небо          | 7th Heaven            | Джанет            |
| 1999 | с | Провиденс             | Providence            | Синди             |
| 2000 | ф | Ворон 3: Спасение     | The Crow: Salvation   | Трейси            |
| 2001 | с | ФАКультет             | Undressed             | Наташа            |
| 2002 | с | Расследование Джордан | Crossing Jordan       | Синтия Монтгомери |
| 2003 | с | Скорая помощь         | ER                    | Терри             |
| 2004 | с | Вечное лето           | Summerland            | Нишель            |
| 2004 | с | Доктор Хаус           | House                 | молодая мать      |
| 2010 | с | Чёрная метка          | Burn Notice           | Рут Уэстен        |